# Inhaber
Een inhaber is een eigenaar; de term werd in de 18e eeuw vaak in het leger gebruikt voor de eigenaar of commandant van een regiment, die niet per se zelf het bevel erover voerde, maar dit had uitbesteed aan een kolonel. Het regiment stond dan bekend onder de naam van de inhaber.
Willem III der Nederlanden was Ere-Kolonel van het Regiment Grenadiers van Kiëv "Willem III der Nederlanden".